# Mixco
Mixco  (del náhuatl «mistli / mis» "puma" y «co» "lugar", significa "Lugar del Puma") es una ciudad del Departamento de Guatemala, forma parte del Área Metropolitana de Guatemala y es la segunda ciudad más poblada de la República de Guatemala solamente superada por la ciudad de Guatemala. Actualmente es una de las ciudades más pobladas de Centroamérica, según el Instituto Nacional de Estadística la población en el municipio es de 517 505 habitantes en 2022. La ciudad está ubicada a 17 km en el extremo oeste de la ciudad capital y tiene un área total de 132 km² y temperatura templada que puede llegar a los 25° máximo y 3° mínimo °C. La Ciudad de Mixco se ubica dentro de las 20 ciudades más importantes de Guatemala. 
Mixco es un municipio cercano a la ciudad capital, a través del comercio, producción, vías de comunicación y en cierta medida, en aspectos de salubridad en cuanto al manejo de aguas residuales. El municipio está integrado por 11 zonas de las cuales la mayoría pertenece al área urbana, sin embargo también cuenta con ciertas áreas rurales, incluso tiene algunas áreas protegidas donde es prohibida la tala de árboles.
La ciudad de Mixco forma parte de la Mancomunidad Gran Ciudad del Sur cuyo propósito es promover el desarrollo económico y sostenible de la región sur del Departamento de Guatemala, fortaleciendo las capacidades de las Municipalidades afiliadas, con apoyo del Sector Público, sector privado, Bancos de Desarrollo y Comunidad Local. Dicha Mancomunidad está conformada por siete municipios del Sur del Departamento de Guatemala: Amatitlán, Ciudad de Guatemala, Ciudad de Mixco, San Miguel Petapa, Santa Catarina Pinula, Villa Canales y su sede ubicada en la Ciudad de Villa Nueva.
Fundado tras la conquista de Guatemala, fue una doctrina de los frailes dominicos, hasta que estos tuvieron que entregar sus reducciones al clero secular en 1754.
En Mixco destacan los chicharrones y el chocolate mixqueño, reconocido como uno de los mejores del país.

## Etimología
Según investigaciones recientes, el topónimo Mixco (que en los documentos coloniales su ortografía se encuentra invariablemente escrita como "Misco") se deriva de los términos náhuatl «mistli / mis» "puma" y el locativo «co», por lo que "Mixco" significa "Lugar del Puma", lo que se apoya en el hecho que el apellido «Cacoj» (Kaqkoj) fue un importante apellido de origen poq'om y significa también "puma" además de la gran cantidad de figurillas prehispánicas encontradas en el departamento de Guatemala de felinos pintados de rojo.

### Otras teorías
El significado etimológico de Mixco según Antonio de Fuentes y Guzmán (quien muchas veces se equivocó frente a topónimos indígenas, como en el sonado error en el caso de la ubicación de Mixco Viejo) quien interrogó al indígena Marcos Tahuit, el término proviene de Mixco Cucul, que se traduce como «Pueblo de Loza Pintada». 
Mientras que según Luis Arriola la palabra Mixco viene del Nahuatl Mixconco, que significa «Lugar Cubierto de Nubes».

## Historia

### Época precolombina

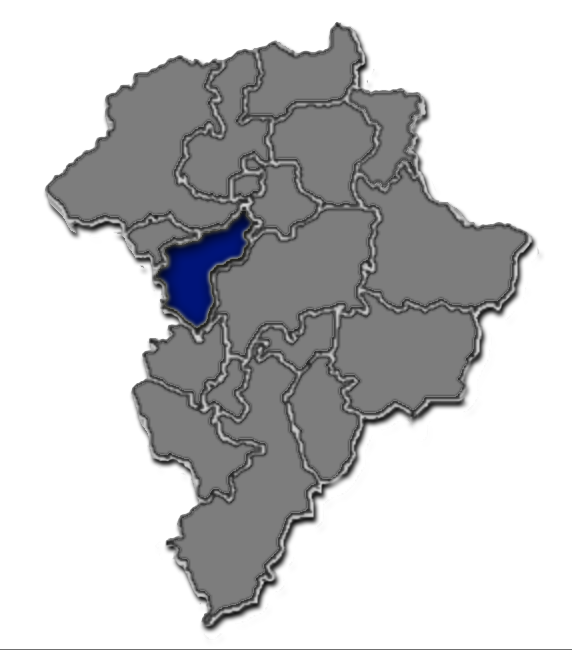
Mapa del departamento de Guatemala, mostrando el municipio de Mixco.

Antes de la llegada de los españoles a Guatemala, la periferia de lo que en la actualidad es el valle de Guatemala, desde San Lucas Sacatepéquez hasta San Pedro Ayampuc, fue dominado por un señorío indígena de idioma poq'omam que tenía su centro político-militar en el sitio conocido con el nombre de Belej (Chinautla Viejo). Este lugar había sido fundado durante las primeras guerras entre k’iche’s y kaqchiqueles, aproximadamente entre 1200 y 1250. En su desarrollo, los mixqueños habían hecho alianza con los chinautlecos, del mismo grupo poq'om, tributario a su vez de los achíes de Rabinal.

### Época colonial: doctrina de los dominicos

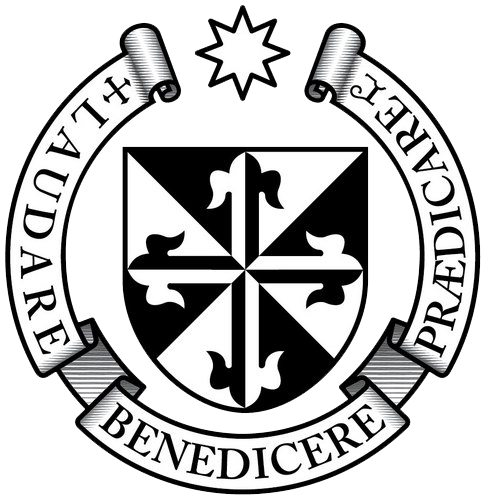
Escudo de la Orden de Predicadores.

Basado en escritos antiguos e historias que verbalmente fueron narradas de padres a hijos, se ha determinado que el ayuntamiento local se inició con la llegada de los españoles en la década de 1520, y fue precisamente el conquistador Pedro de Alvarado quién la inauguró en 1526. 
La Corona española se enfocó en la catequización de los indígenas; las congregaciones fundadas por los misioneros reales en el Nuevo Mundo fueron llamadas «doctrinas de indios» o simplemente «doctrinas». Originalmente, los frailes tenían únicamente una misión temporal: enseñarle la fe católica a los indígenas, para luego dar paso a parroquias seculares como las establecidas en España; con este fin, los frailes debían haber enseñado los evangelios y el idioma español a los nativos. Ya cuando los indígenas estuvieran catequizados y hablaran español, podrían empezar a vivir en parroquias y a contribuir con el diezmo, como hacían los peninsulares.
Pero este plan nunca se llevó a cabo, principalmente porque la corona perdió el control de las órdenes regulares tan pronto como los miembros de éstas se embarcaron para América. Por otra parte, protegidos por sus privilegios apostólicos para ayudar a la conversión de los indígenas, los misionares solamente atendieron a la autoridad de sus priores y provinciales, y no a la de las autoridades españolas ni a las de los obispos. Los provinciales de las órdenes, a su vez, únicamente rendían cuentas a los líderes de su orden y no a la corona; una vez habían establecido una doctrina, protegían sus intereses en ella, incluso en contra de los intereses del rey y de esta forma las doctrinas pasaron a ser pueblos de indios que se quedaron establecidos para todo el resto de la colonia.
Las doctrinas fueron fundadas a discreción de los frailes, ya que tenían libertad completa para establecer comunidades para catequizar a los indígenas, con la esperanza de que estas pasaran con el tiempo a la jurisdicción de una parroquia secular a la que se le pagaría el diezmo; en realidad, lo que ocurrió fue que las doctrinas crecieron sin control y nunca pasaron al control de parroquias. La administración colectiva por parte del grupo de frailes eran la característica más importante de las doctrinas ya que garantizaba la continuación del sistema de la comunidad en caso falleciese uno de los dirigentes.
En 1638, los dominicos separaron a sus grandes doctrinas —que les representaban considerables ingresos económicos— en grupos centrados en sus seis conventos:  Los conventos estaban en: la ciudad de Santiago de los Caballeros de Guatemala, Amatitlán, Verapaz, Sonsonate, San Salvador y Sacapulas. Específicamente el convento de Amatitlán, la doctrina abarcaba los poblados de Amatitlán, Petapa, Mixco y San Cristóbal.

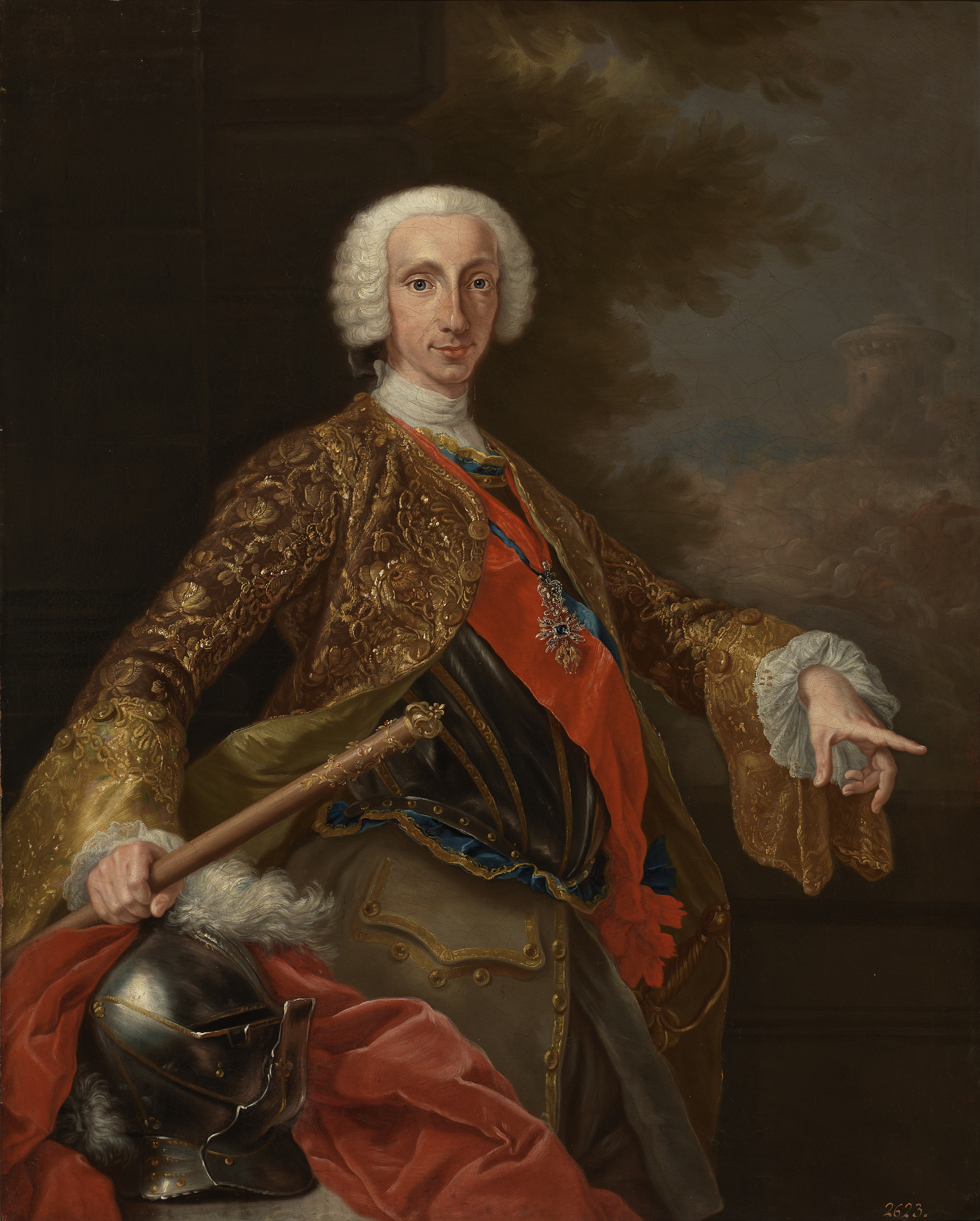
Rey Carlos III de España, promotor de las reformas borbónicas.

En 1754, en virtud de una Real Cédula parte de las Reformas Borbónicas, todos los curatos de las órdenes regulares fueron traspasados al clero secular.
En 1765 se publicaron las reformas borbónicas de la Corona española, que pretendían recuperar el poder real sobre las colonias y aumentar la recaudación fiscal. Con estas reformas se crearon los estancos para controlar la producción de las bebidas embriagantes, el tabaco, la pólvora, los naipes y el patio de gallos. La real hacienda subastaba el estanco anualmente y un particular lo compraba, convirtiéndose así en el dueño del monopolio de cierto producto. Ese mismo año se crearon cuatro subdelegaciones de la Real Hacienda en San Salvador, Ciudad Real, Comayagua y León y la estructura político administrativa de la Capitanía General de Guatemala cambió a quince provincias:
Además de esta redistribución administrativa, la Corona española estableció una política tendiente a disminuir el poder de la Iglesia católica, el cual hasta ese momento era prácticamente absoluto sobre los vasallos españoles. Esta política de disminución de poder de la iglesia se basaba en la Ilustración

### Época independiente

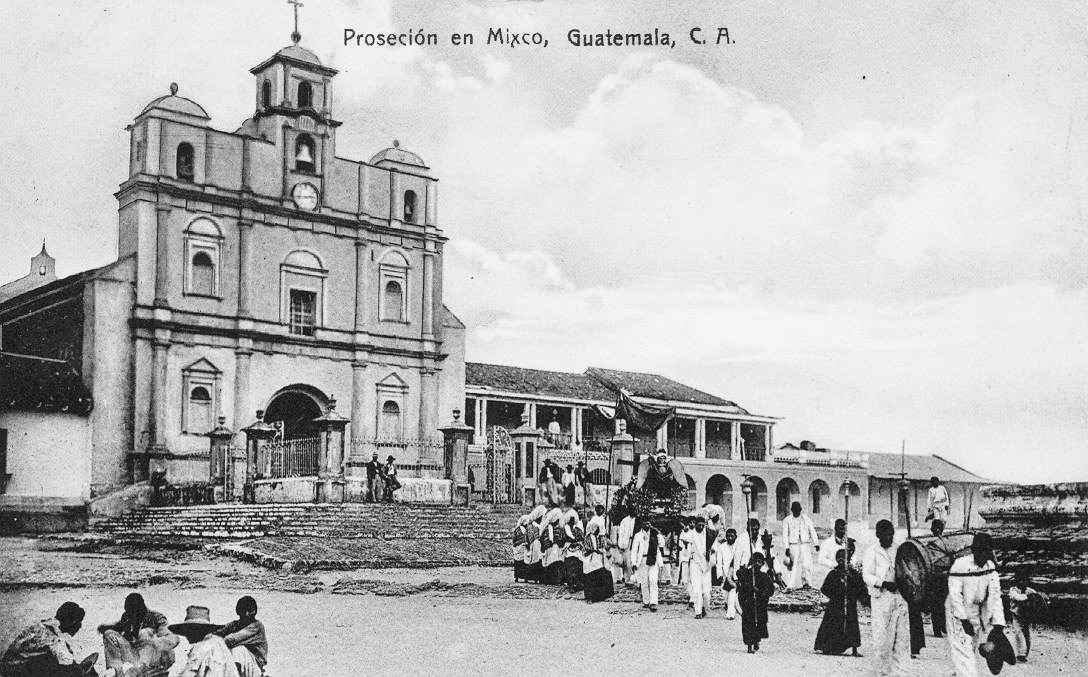
Procesión frente a la iglesia en 1910. Fotografía de Alberto G. Valdeavellano.

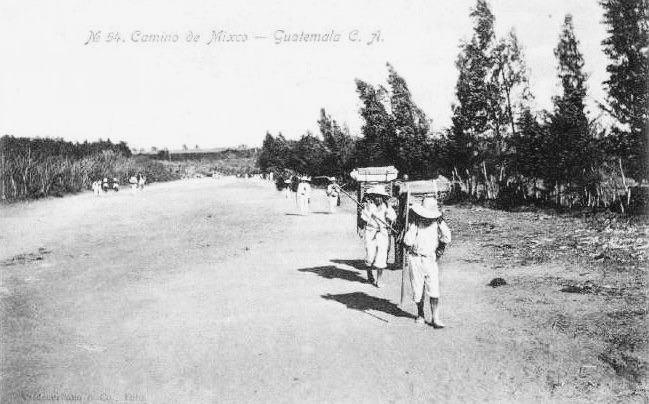
Indígenas artesanos en el camino a Mixco, aproximadamente en 1910.

Tras la Independencia de Centroamérica en 1821, la constitución del Estado de Guatemala promulgada el 11 de octubre de 1825 estableció los circuitos para la administración de justicia en el territorio del Estado; allí se menciona que Mixco pertenecía al circuito Sur-Guatemala junto con los barrios de las parroquias de Santo Domingo y de Los Remedios en la Ciudad de Guatemala, y los poblados de San Pedro Las Huertas, Ciudad Vieja, Guadalupe, Pinula, Arrazola, los Petapas, Villa Nueva y Amatitlán.
Tras la Reforma Liberal de 1871, dirigida por los generales Justo Rufino Barrios y Miguel García Granados, todas las municipalidades de Guatemala obtuvieron la autonomía en la firma del acta de Patzicía de 1877. Sin embargo, a 1915 aún mantenían la costumbre de tener dos alcaldes: uno ladino y uno indígena, a este último lo llamaban «Alcaldito». La mayoría de alcaldes ladinos, eran personajes de la “Calle Real”, que voluntariamente aceptaban el cargo por un período no mayor de un año, sin sueldo al igual que el alcalde de indígenas, que era electo por el pueblo en la «Cofradía de Santo Domingo de Guzmán».[cita requerida]
En 1971 se derribaron las galeras y el arco que ocupaba la municipalidad de Mixco de aquel entonces, iniciándose la construcción de los dos primeros niveles del edificio municipal en la administración de Julio Ambrosio; concluyéndose cuatro días antes de entregar el cargo a Enrique Ramírez en 1974, quien durante su administración construyó el primer edificio anexo actual, finalizándolo en julio de 1978. El tercer nivel del edificio central, se construyó en la administración de Berta Argelia Herrera de Ruano.

### Ciudad
La Villa de Mixco fue elevada a la categoría de ciudad el 1 de agosto de 2008, después de nueve años de haber sido aprobado el Acuerdo Gubernativo 524-99. La publicación en el Diario de Centro América -órgano divulgativo oficial del gobierno- el Ministerio de Gobernación acordó «elevar a la categoría de Ciudad el lugar denominado "Villa de Mixco"».

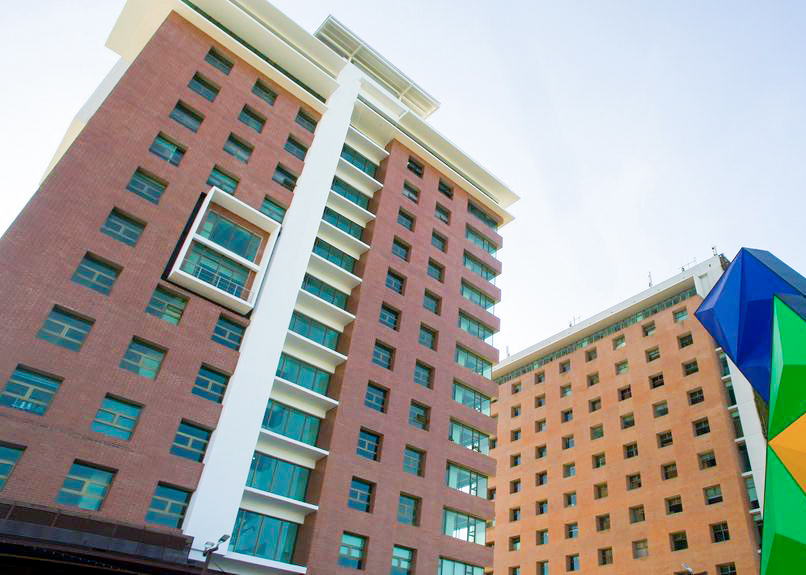
Edificios en la zona 4 de Mixco

## Demografía

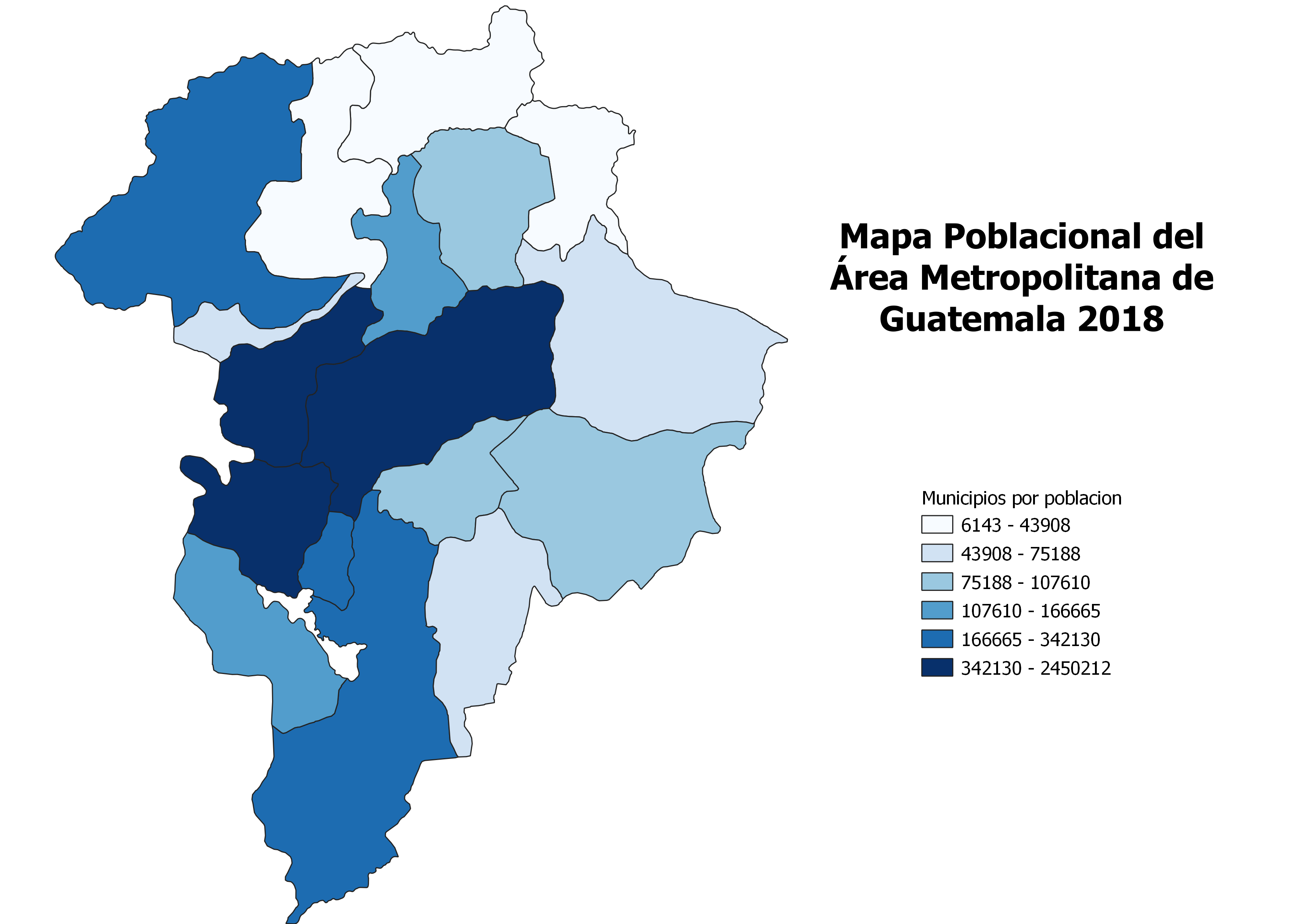
Población de Mixco dentro del Área Metropolitana de Guatemala.

Según los datos del censo general de población de 1950, Mixco contaba con un total de 11 784 habitantes, correspondiendo a la población urbana 4181 y el área rural 7653. Al año de 1986 el municipio mixqueño tenía una población de 297 387 habitantes. La información del último censo del Instituto Nacional de Estadística, INE, indica que en el año 2002 había 403 689 habitantes, en una superficie de 132 kilómetros cuadrados de extensión territorial, lo que equivalía a 3.058 habitantes por kilómetro cuadrado. “El desarrollo urbanístico del municipio de Mixco de los últimos años y la tendencia de la tasa de crecimiento de estudios anteriores indicaban que en 1993 aproximadamente el 85% del espacio habitacional estaba construido en el municipio. En el censo realizado en 2018 la población era de 476 736 habitantes mostrando que la población aumentó en esos años

## División política
Territorialmente el municipio está dividido en once zonas, conformadas por colonias, aldeas, cantones y la cabecera municipal. Sin embargo, por su proximidad a la ciudad de Guatemala, algunas aldeas se convirtieron en colonias residenciales y lotificaciones de carácter residencial. 
| Categoría              | Listado |
| ---------------------- | --- |
| Aldeas                 | 1. El Campanero 2. El Naranjito 3. San José La Comunidad 4. Sacoj 5. Lo de Coy INEB 1. Buena Vista 2. Lo de Bran 3. El Aguacate 4. Lo de Fuentes 5. El Manzanillo |
| Colonias residenciales | 1. San José Las Rosas 2. El Milagro 3. Monte Real 4. Primero de Julio 5. Monte Verde 6. San Francisco 7. El Castaño 8. El Caminero 9. Pablo VI 10. Carolingia 11. Belencito 12. Las Brisas 13. Molino de Las Flores 14. La Brigada 15. Ciudad San Cristóbal 16. Belén 17. Lomas de Portugal 18. Lomas de San Jacinto 19. El Rosario 20. Nueva Monserrat 21. Monserrat 1 22. Monserrat 2 23. Bosques de San Nicolás 24. Las Minervas 25. El Tesoro 26. El Tesoro Banvi 27. Nueva Vida 28. Ciudad Satélite 29. Santa Marta 30. Condado Naranjo 31. Primero de Mayo 32. Colonia Santa Rita 1 33. Colonia Santa Rita 2 34. Colonia Santa Mónica 35. La Escuadrilla 36. Urbanización González. 37. Villaflor |

De las colonias se excluye «La Florida», por haber pasado a formar parte de la Ciudad de Guatemala en 1958.

## Zonas de Mixco

Zonas de Mixco

Mixco posee un total de 11 zonas dentro de su jurisdicción, las cuales van de las 1 a la 11. 
A continuación un listado de las zonas y su población correspondiente:
| Zona    | Población | Población | Población |
| Zona    | 2022 E    | 2018      | %         |
| ------- | --------- | --------- | --------- |
| Zona 1  | 51 119    | 47 092    | 9.9       |
| Zona 2  | 20 738    | 19 104    | 4.0       |
| Zona 3  | 26 007    | 23 958    | 5.0       |
| Zona 4  | 47 130    | 43 417    | 9.1       |
| Zona 5  | 26 715    | 24 610    | 5.2       |
| Zona 6  | 111 208   | 102 447   | 21.5      |
| Zona 7  | 60 553    | 55 783    | 11.7      |
| Zona 8  | 51 726    | 47 651    | 10.0      |
| Zona 9  | 16 798    | 15 475    | 3.2       |
| Zona 10 | 49 262    | 45 381    | 9.5       |
| Zona 11 | 56 249    | 51 818    | 10.9      |
| Mixco   | 517 505   | 476 736   | 100       |

## Lugares Poblados
Véase también: Anexo:Lugares Poblados de Mixco
 Mixco se posiciona como el segundo municipio más poblado de Guatemala con un total de 465 773 habitantes hasta el Censo 2018. El municipio alberga un total de 669 lugares poblados incluidos aldeas, asentamientos,colonias, fincas y ciudad. Entre los 20 lugares más poblados, vive el 45% de la población mixqueña.
A continuación un listado de los 20 lugares más poblados del municipio de Mixco:
| #     | Código | Lugar                    | Tipo    | Población | Zona    |
| ----- | ------ | ------------------------ | ------- | --------- | ------- |
| 1     | 108135 | El Milagro               | Colonia | 25 651    | 6       |
| 2     | 108001 | Mixco (Centro)           | Ciudad  | 20 691    | 1       |
| 3     | 108200 | La Brigada               | Colonia | 19 961    | 7       |
| 4     | 108004 | Primero de Julio         | Aldea   | 16 298    | 5       |
| 5     | 108251 | Lo de Fuentes            | Aldea   | 13 324    | 11      |
| 6     | 108044 | Belen                    | Colonia | 12 836    | 7       |
| 7     | 108247 | Lo de Bran I             | Aldea   | 11 251    | 6       |
| 8     | 108339 | Nueva Monserrat          | Colonia | 10 552    | 3       |
| 9     | 108103 | Ciudad Satélite I        | Colonia | 10 297    | 9       |
| 10    | 108447 | Santa Marta              | Colonia | 9 886     | 5       |
| 11    | 108249 | Lo de Coy                | Colonia | 7 592     | 1       |
| 12    | 108419 | San Ignacio              | Colonia | 7 267     | 7       |
| 13    | 108629 | San José de las Rosas II | Colonia | 7 169     | 6       |
| 14    | 108324 | Moserrat II              | Colonia | 5 721     | 3       |
| 15    | 108323 | Moserrat I               | Colonia | 5 383     | 4       |
| 16    | 108071 | Carolingia I             | Colonia | 5 208     | 6       |
| 17    | 108083 | Colinas de Minerva       | Colonia | 5 146     | 11      |
| 18    | 108365 | Planes de Minerva        | Colonia | 5 028     | 11      |
| 19    | 108115 | El Aguacate              | Aldea   | 5 006     | 9       |
| 20    | 108416 | San Francisco I          | Colonia | 4 923     | 6       |
| Mixco | Mixco  | Mixco                    | Mixco   | 465 773   | 465 773 |

## IDH por Zonas de Mixco

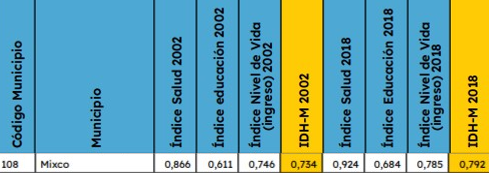
Comparativa Mixco 2002 vs 2018

Mapa por Zona de Mixco según Indice de Desarrollo Humano
(0.850 - 0.899)
(0.800 - 0.849)
(0.750 - 0.799)

Véase también: Anexo:Departamentos de Guatemala por IDH
 Mixco posee un IDH de 0,792 categorizado como Alto para el año 2018, En el 2002 el municipio tenía un IDH de 0,734. Mixco se encuentra empatado con Ciudad de Guatemala como los municipios más desarrollados de Guatemala. Entre sus 11 zonas, se destaca la Zona 8 de Mixco que posee un desarrollo de 0,862 considerado la zona más desarrollada del municipio, debido a la gran influencia e infraestructura del lugar y a la explosión de desarrollo en Ciudad San Cristóbal mientras la zona menos desarrollada se destaca la Zona 9, que se ha estancado y donde se ha visto altos niveles de pobreza, la zona tiene como base a Ciudad Satélite con un IDH de 0,766 
| Zona    | Lugar Referencia         | IDH   | Categoría | Población |
| Zona    | Lugar Referencia         | 2018  | Categoría | Población |
| ------- | ------------------------ | ----- | --------- | --------- |
| Zona 1  | Centro de Mixco          | 0,770 | Alto      | 51 119    |
| Zona 2  | Molino de las Flores     | 0,822 | Muy Alto  | 20 738    |
| Zona 3  | Montserrat/ Roosevelt    | 0,824 | Muy Alto  | 26 007    |
| Zona 4  | San Nicolás / El Naranjo | 0,819 | Muy Alto  | 47 130    |
| Zona 5  | Primero de Julio         | 0,833 | Muy Alto  | 26 715    |
| Zona 6  | El Milagro               | 0,775 | Alto      | 111 208   |
| Zona 7  | La Brigada               | 0,769 | Alto      | 60 553    |
| Zona 8  | Ciudad San Cristóbal     | 0,862 | Muy Alto  | 51 726    |
| Zona 9  | Ciudad Satélite          | 0,756 | Alto      | 16 798    |
| Zona 10 | La Comunidad             | 0,768 | Alto      | 49 262    |
| Zona 11 | Minerva                  | 0,815 | Muy Alto  | 56 249    |
| Mixco   | Mixco                    | 0,792 | Alto      | 517 505   |

## Geografía física

### Clima
La cabecera municipal de Mixco tiene clima templado (Köppen: Csb).
| Parámetros climáticos promedio de Mixco                                                                         | Parámetros climáticos promedio de Mixco | Parámetros climáticos promedio de Mixco | Parámetros climáticos promedio de Mixco | Parámetros climáticos promedio de Mixco | Parámetros climáticos promedio de Mixco | Parámetros climáticos promedio de Mixco | Parámetros climáticos promedio de Mixco | Parámetros climáticos promedio de Mixco | Parámetros climáticos promedio de Mixco | Parámetros climáticos promedio de Mixco | Parámetros climáticos promedio de Mixco | Parámetros climáticos promedio de Mixco | Parámetros climáticos promedio de Mixco |
| Mes | Ene.                                    | Feb.                                    | Mar.                                    | Abr.                                    | May.                                    | Jun.                                    | Jul.                                    | Ago.                                    | Sep.                                    | Oct.                                    | Nov.                                    | Dic.                                    | Anual                                   |
| --- | --------------------------------------- | --------------------------------------- | --------------------------------------- | --------------------------------------- | --------------------------------------- | --------------------------------------- | --------------------------------------- | --------------------------------------- | --------------------------------------- | --------------------------------------- | --------------------------------------- | --------------------------------------- | --------------------------------------- |
| Temp. máx. media (°C)                                                                                           | 22.3                                    | 23.4                                    | 24.8                                    | 25.3                                    | 24.9                                    | 23.4                                    | 23.4                                    | 23.7                                    | 23.0                                    | 22.4                                    | 22.3                                    | 22.2                                    | 23.4                                    |
| Temp. media (°C)                                                                                                | 16.4                                    | 17.1                                    | 18.2                                    | 19.1                                    | 19.3                                    | 18.9                                    | 18.7                                    | 18.7                                    | 18.4                                    | 17.9                                    | 17.2                                    | 16.5                                    | 18                                      |
| Temp. mín. media (°C)                                                                                           | 10.6                                    | 10.9                                    | 11.7                                    | 13.0                                    | 13.8                                    | 14.5                                    | 14.1                                    | 13.8                                    | 13.9                                    | 13.5                                    | 12.2                                    | 10.9                                    | 12.7                                    |
| Precipitación total (mm)                                                                                        | 2                                       | 1                                       | 2                                       | 31                                      | 124                                     | 239                                     | 202                                     | 194                                     | 226                                     | 128                                     | 22                                      | 7                                       | 1178                                    |
| Fuente: Climate-Data.org Instituto Nacional de Sismología, Vulcanología, Meteorología e Hidrología de Guatemala |                                         |                                         |                                         |                                         |                                         |                                         |                                         |                                         |                                         |                                         |                                         |                                         |                                         |

### Ubicación geográfica
Mixco está localizado en el departamento de Guatemala, y está rodeado por municipios del mismo:
- Norte: San Pedro Sacatepéquez, municipio del departamento de Guatemala
- Sur: Villa Nueva, municipio del departamento de Guatemala
- Este: Chinautla y Ciudad de Guatemala, municipios del departamento de Guatemala
- Sureste: Ciudad de Guatemala, municipio del departamento de Guatemala y capital de la República de Guatemala
- Oeste: Sacatepéquez, departamento

|                     | Norte: San Pedro Sacatepéquez |                                            |
| Oeste: Sacatepéquez |                               | Este: Chinautla Ciudad de Guatemala        |
|                     | Sur: Villa Nueva              | Sureste: Ciudad de Guatemala y Villa Nueva |

## Gobierno municipal
El gobierno de los municipios de Guatemala está a cargo de un Concejo Municipal, de conformidad con el artículo 254 de la Constitución Política de la República de Guatemala, que establece que «el gobierno municipal será ejercido por un consejo municipal». A su vez, el código municipal —que tiene carácter de ley ordinaria y contiene disposiciones que se aplican a todos los municipios de Guatemala— establece en su artículo 9 que «el consejo municipal es el órgano colegiado superior de deliberación y de decisión de los asuntos municipales… y tiene su sede en la circunscripción de la cabecera municipal». Por último, el artículo 33 del mencionado código establece que al «gobierno del municipio [le] corresponde con exclusividad al consejo municipal el ejercicio del gobierno del municipio».
El consejo municipal se integra de conformidad con lo que establece la Constitución en su artículo 254, es decir «por un consejo el cual se integra con el alcalde, los síndicos y concejales, electos directamente por sufragio universal y secreto para un periodo de cuatro años, pudiendo ser reelectos». Al respecto, el código municipal en el artículo 9 establece «que se integra por el alcalde, los síndicos y los concejales, todos electos directa y popularmente en cada municipio de conformidad con la ley de la materia».
| Alcalde de Mixco               | Período                                   | Partido |
| ------------------------------ | ----------------------------------------- | ------- |
| Juan Guillermo Gómez Valdez    | 15 de enero de 1986 - 15 de enero de 1991 |         |
| Víctor Manuel Ruano Herrera    | 15 de enero de 1991 - 15 de enero de 1996 |         |
| Edgar Abraham Rivera Sagastume | 15 de enero de 1996 - 15 de enero de 2000 |         |
| Elmer Morales Fión             | 15 de enero de 2000 - 15 de enero de 2004 |         |
| Amílcar Rivera                 | 15 de enero de 2004 - 15 de enero de 2008 |         |
| Amílcar Rivera                 | 15 de enero de 2008 - 15 de enero de 2012 |         |
| Otto Pérez Leal                | 15 de enero de 2012 - 15 de enero de 2016 |         |
| Neto Bran                      | 15 de enero de 2016 -Presente             | [ 32 ]  |

## Sistema de transporte

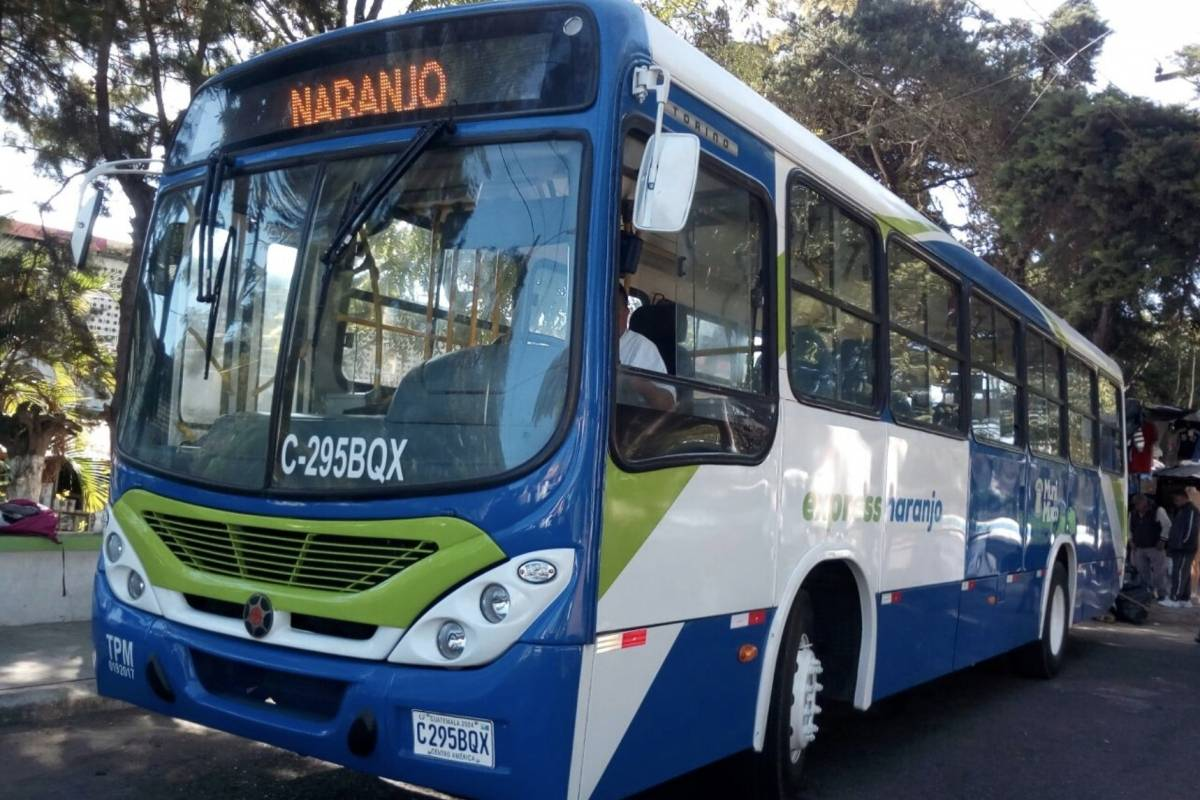
Unidad de las Rutas Express de Mixco.

### Buses Rojos
La mayoría de buses en Mixco son los denominados ¨buses rojos¨ que parten de diferentes colonias del municipio con destino a la ciudad de Guatemala, no obstante las estadísticas de violencia dentro de estas unidades son muy elevadas ya que los pilotos de las unidades frecuentemente reciben amenazas de extorsiones, además de la inseguridad de los pasajeros ya que estas unidades van sobrecargadas la mayor parte del tiempo y constantemente son objeto de asaltos.
Sin embargo a raíz de la pandemia del 2020, estos autobuses fueron sustituidos por las rutas express cubriendo el recorrido que los buses rojos cubrian anteriormente.

### Microbuses
En el Centro del municipio son microbuses los que operan como transporte público, estas unidades son más seguras que los buses Rojos, una de las rutas más utilizada es la de Ciudad San Cristóbal que conecta Pacific Center en la zona 11 de Guatemala con La fuente en San Cristóbal y finaliza en el paso a desnivel de Villa Lobos en la zona 7 de Villa Nueva.

### Rutas Express
Desde el 17 de diciembre de 2017 la Comuna de Mixco puso en funcionamiento un proyecto nuevo para el transporte público de dicho municipio y son las Rutas Express que se caracterizan por ser unidades nuevas y con seguridad en su interior, actualmente hay dos rutas en funcionamiento, una es la ruta Express Naranjo que sale de la zona 5 de Mixco con destino al Anillo Periférico vía el Naranjo y la otra ruta es la Express Roosevelt que inicia en la zona 1 de Mixco y finaliza en el Obelisco en la ciudad de Guatemala.

### Metro Subterráneo
Actualmente está en proceso de evaluación la línea A del metro subterráneo que conectaría con el MetroRiel dentro del Área Metropolitana de Guatemala, específicamente este sistema enlazaría Mixco con la zona 15 de la Ciudad de Guatemala.

## Fiesta
En honor a la Virgen del Rosario de Morenos, el último domingo de enero; y el 4 de agosto, en honor a Santo Domingo de Guzmán.

## En el cine
- En 1969, la producción mexicano-guatemalteca El ogro, protagonizada por el primer actor mexicano Germán Valdez la primera actriz guatemalteca Concha Deras y el primer actor guatemalteco Herbert Meneses fue filmada en Tikal y Mixco.  Las escenas filmadas en Mixco incluyen a Germán Valdez y a un grupo de niños que escuchan sus historias fantásticas.[36]

## Deporte

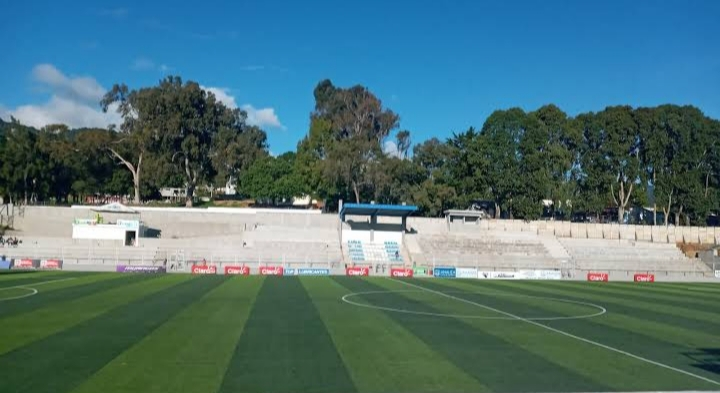
Estadio Santo Domingo de Guzmán.

### Estadio Santo Domingo de Guzmán
En Mixco se sitúa el Estadio Santo Domingo de Guzmán, un recinto deportivo de fútbol. Fue construido entre 2017 y 2018, y ampliado en 2019. Tiene una capacidad actual de 5.200 espectadores y se construyó con el objetivo de ser el estadio local del Deportivo Mixco, club que juega en la Liga Nacional.

## Ciudades Hermanadas
- Buenos Aires, Argentina, 2019

### Multimedia
- Municipio de Mixco Parte 1 en YouTube.
- Municipio de Mixco Parte 2 en YouTube.
- Municipio de Mixco Parte 3 en YouTube.
- Municipio de Mixco Parte 4 en YouTube.
- Municipio de Mixco Parte 5 en YouTube.
- Municipio de Mixco Parte 6 en YouTube.
- Municipio de Mixco Parte 7 en YouTube.
- Municipio de Mixco Parte 8 en YouTube.
- Mixco Viejo Parte 1 en YouTube.
- Mixco Viejo Parte 2 en YouTube.

- Datos: Q948953
- Multimedia: Mixco / Q948953